# Fadilah Shamika Mohamed Rafi
Fadilah Shamika Mohamed Rafi (6 aprile 2005) è una giocatrice di badminton ugandese.

## Palmarès
- Campionati africani

Kampala 2021: bronzo nel singolo femminile
Benoni 2023: oro nel singolo femminile